# Dabbs Greer
Robert William Greer, detto Dabbs (Fairview, 2 aprile 1917 – Pasadena, 28 aprile 2007), è stato un attore statunitense, che ha interpretato numerosissimi ruoli nei film e serie TV.

## Biografia
Greer nacque a Fairview, nel Missouri, dall'insegnante Bernice Irene Dabbs (1893-1983) e dal droghiere Randall Alexander Greer (1888-1962). Da bambino si trasferì ad Anderson con la famiglia e, nel 1925, a 8 anni, iniziò a recitare in produzioni teatrali per bambini. Successivamente frequentò la Drury University di Springfield.
Nel 1939 debuttò al cinema come comparsa nel film Jess il bandito, girato a Pineville. Ogni abitante della zona che avesse partecipato come comparsa al film avrebbe guadagnato 5 dollari, cifra molto alta all'epoca.
I suoi ruoli più famosi sono, probabilmente, quelli del Reverendo Robert Alden in La casa nella prateria e dell'anziano Paul Edgecombe in Il miglio verde. Dabbs Greer morì a 90 anni il 28 aprile 2007 a Pasadena, in California, per insufficienza renale. Non si sposò mai e non ebbe figli.

## Filmografia

### Cinema
- Jess il bandito (Jesse James), regia di Henry King e Irving Cummings (1939)
- Il regno del terrore (Reign of Terror), regia di Anthony Mann (1949)
- I dannati non piangono (The Damned Don't Cry), regia di Vincent Sherman (1950)
- Trial Without Jury, regia di Philip Ford (1950)
- Il passo del diavolo (Devil's Doorway), regia di Anthony Mann (1950)
- Il sentiero degli Apaches (California Passage), regia di Joseph Kane (1950)
- La setta dei tre K (Storm Warning), regia di Stuart Heisler (1951)
- I due forzati (Under the Gun), regia di Ted Tetzlaff (1951)
- Butterfly americana (Call Me Mister), regia di Lloyd Bacon (1951)
- Papà diventa nonno (Father's Little Dividend), regia di Vincente Minnelli (1951)
- La lettera di Lincoln (The Lady from Texas), regia di Joseph Pevney (1951)
- Quattro ragazze all'abbordaggio (Two Tickets to Broadway), regia di James V. Kern (1951)
- Lo sconosciuto (The Unknown Man), regia di Richard Thorpe (1951)
- Vedovo cerca moglie (Week-End with Father), regia di Douglas Sirk (1951)
- C'è posto per tutti (Room for One More), regia di Norman Taurog (1952)
- L'ultima minaccia (Deadline - U.S.A.), regia di Richard Brooks (1952)
- Avvocato di me stesso (Young Man with Ideas), regia di Mitchell Leisen (1952)
- Corriere diplomatico (Diplomatic Courier), regia di Henry Hathaway (1952)
- L'angelo scarlatto (Scarlet Angel), regia di Sidney Salkow (1952)
- Matrimoni a sorpresa (We're Not Married!), regia di Edmund Goulding (1952)
- Sally e i parenti picchiatelli (Sally and Saint Anne), regia di Rudolph Maté (1952)
- Il magnifico scherzo (Monkey Business), regia di Howard Hawks (1952)
- Il mio uomo (My Man and I), regia di William A. Wellman (1952)
- Da quando sei mia (Because You're Mine), regia di Alexander Hall (1952)
- Perdonami, se mi ami (Because of You), regia di Joseph Pevney (1952)
- La ninfa degli antipodi (Million Dollar Mermaid), regia di Mervyn LeRoy (1952)
- Il bruto e la bella (The Bad and the Beautiful), regia di Vincente Minnelli (1952)
- Il prezzo del dovere (Above and Beyond), regia di Melvin Frank e Norman Panama (1952)
- L'irresistibile Mr. John (Trouble Along the Way), regia di Michael Curtiz (1953)
- La maschera di cera (House of Wax), regia di André De Toth (1953)
- Giulio Cesare (Julius Caesar), regia di Joseph L. Mankiewicz (1953)
- La porta del mistero (Remains to Be Seen), regia di Don Weis (1953)
- La sposa sognata (Dream Wife), regia di Sidney Sheldon (1953)
- A Slight Case of Larceny, regia di Don Weis (1953)
- L'amore che ci incatena (Affair with a Stranger), regia di Roy Rowland (1953)
- Allegri esploratori (Mister Scoutmaster), regia di Henry Levin (1953)
- Tempeste di fuoco (Mission Over Korea), regia di Fred F. Sears (1953)
- Eroe a metà (Half a Hero), regia di Don Weis (1953)
- Avventura in Cina (China Venture), regia di Don Siegel (1953)
- Femmina contesa (Take the High Ground!), regia di Richard Brooks (1953)
- Bella ma pericolosa (She Couldn't Say No), regia di Lloyd Bacon (1954)
- Rivolta al blocco 11 (Riot in Cell Block 11), regia di Don Siegel (1954)
- Bitter Creek, regia di Thomas Carr (1954)
- Rose Marie, regia di Mervyn LeRoy (1954)
- Un pizzico di fortuna (Lucky Me), regia di Jack Donohue (1954)
- Desperado (The Desperado), regia di Thomas Carr (1954)
- Più vivo che morto (Living It Up), regia di Norman Taurog (1954)
- Dollari che scottano (Private Hell 36), regia di Don Siegel (1954)
- Tutti in coperta (Hit the Deck), regia di Roy Rowland (1955)
- Il paradiso dei fuorilegge (Stranger on Horseback), regia di Jacques Tourneur (1955)
- I sette ribelli (Seven Angry Men), regia di Charles Marquis Warren (1955)
- I cadetti della 3ª brigata (An Annapolis Story), regia di Don Siegel (1955)
- Eravamo sette fratelli (The Seven Little Foys), regia di Melville Shavelson (1955)
- Orgoglio di razza (Foxfire), regia di Joseph Pevney (1955)
- Duello di spie (The Scarlet Coat), regia di John Sturges (1955)
- Una tigre in cielo (The McConnell Story), regia di Gordon Douglas (1955)
- Gunpoint: terra che scotta (At Gunpoint), regia di Alfred L. Werker (1955)
- L'invasione degli ultracorpi (Invasion of the Body Snatchers), regia di Don Siegel (1956)
- Donne... dadi... denaro (Meet Me in Las Vegas), regia di Roy Rowland (1956)
- Operazione Normandia (D-Day the Sixth of June), regia di Henry Koster (1956)
- La storia del generale Houston (The First Texan), regia di Byron Haskin (1956)
- Giovani delinquenti (Hot Rod Girl), regia di Leslie H. Martinson (1956)
- Scialuppe a mare (Away All Boats), regia di Joseph Pevney (1956)
- La valle dei delitti (The Young Guns), regia di Albert Band (1956)
- Web il coraggioso (Tension at Table Rock), regia di Charles Marquis Warren (1956)
- Hot Cars, regia di Don McDougall (1956)
- Chain of Evidence, regia di Paul Landres (1957)
- L'aquila solitaria (The Spirit of St. Louis), regia di Billy Wilder (1957)
- I pionieri del Wisconsin (All Mine to Give), regia di Allen Reisner (1957)
- I rivoltosi di Boston (Johnny Tremain), regia di Robert Stevenson (1957)
- Il vampiro (The Vampire), regia di Paul Landres (1957)
- La carica delle mille frecce (Pawnee), regia di George Waggner (1957)
- L'impareggiabile Godfrey (My Man Godfrey), regia di Henry Koster (1957)
- Young and Dangerous, regia di William F. Claxton (1957)
- Faccia d'angelo (Baby Face Nelson), regia di Don Siegel (1957)
- Il mostro dell'astronave (It! The Terror from Beyond Space), regia di Edward L. Cahn (1958)
- Non voglio morire (I Want to Live!), regia di Robert Wise (1958)
- L'uomo del Texas (Lone Texan), regia di Paul Landres (1959)
- Il giorno della vendetta (Last Train from Gun Hill), regia di John Sturges (1959)
- La notte senza legge (Day of the Outlaw), regia di André De Toth (1959)
- Sull'orlo dell'abisso (Edge of Eternity), regia di Don Siegel (1959)
- Cash McCall, regia di Joseph Pevney (1960)
- Il collare di ferro (Showdown), regia di R.G. Springsteen (1963)
- Tra moglie e marito (Wives and Lovers), regia di John Rich (1963)
- Giorni caldi a Palm Springs (Palm Springs Weekend), regia di Norman Taurog (1963)
- Il cantante del luna park (Roustabout), regia di John Rich (1964)
- Shenandoah - La valle dell'onore (Shenandoah), regia di Andrew V. McLaglen (1965)
- Non stuzzicate i cowboys che dormono (The Cheyenne Social Club), regia di Gene Kelly (1970)
- La notte del furore (Rage), regia di George C. Scott (1972)
- McKlusky, metà uomo metà odio (White Lightning), regia di Joseph Sargent (1973)
- Chu Chu and the Philly Flash, regia di David Lowell Rich (1981)
- Evil Town, regia di Curtis Hanson (1985)
- Congiunzione di due lune (Two Moon Junction), regia di Zalman King (1988)
- Tramonto (Sundown: The Vampire in Retreat), regia di Anthony Hickox (1989)
- Uno sconosciuto alla porta (Pacific Heights), regia di John Schlesinger (1990)
- Chi ha ucciso Roger? (House IV), regia di Lewis Abernathy (1992)
- Piccoli campioni (Little Giants), regia di Duwayne Dunham (1994)
- Con Air, regia di Simon West (1997)
- Il miglio verde (The Green Mile), regia di Frank Darabont (1999)

### Televisione
- Dick Tracy – serie TV, 2 episodi (1950)
- Fireside Theatre – serie TV, 12 episodi (1950-1954)
- Space Patrol – serie TV, un episodio (1951)
- Cavalcade of America – serie TV, 3 episodi (1952-1954)
- Adventures of Superman – serie TV, 3 episodi (1952-1958)
- The Doctor – serie TV, episodio 1x07 (1952)
- Il cavaliere solitario (The Lone Ranger) – serie TV, un episodio (1952)
- Your Jeweler's Showcase – serie TV, 2 episodi (1952)
- You Are There – serie TV, 3 episodi (1953-1955)
- Letter to Loretta – serie TV, 9 episodi (1954-1960)
- Lassie – serie TV, 3 episodi (1954-1965)
- Topper – serie TV, episodio 1x36 (1954)
- Climax! – serie TV, episodio 1x06 (1954)
- Waterfront – serie TV, un episodio (1954)
- The Lone Wolf – serie TV, un episodio (1954)
- Scienza e fantasia (Science Fiction Theatre) – serie TV, episodi 1x23-1x38-2x09 (1955-1956)
- Lux Video Theatre – serie TV, 2 episodi (1955-1956)
- Jane Wyman Presents The Fireside Theatre – serie TV, 4 episodi (1955-1957)
- Gunsmoke – serie TV, 43 episodi (1955-1974)
- Papà ha ragione (Father Knows Best) – serie TV, un episodio (1955)
- I segreti della metropoli (Big Town) – serie TV, 3 episodi (1955)
- The Man Behind the Badge – serie TV, un episodio (1955)
- Luke and the Tenderfoot – serie TV, un episodio (1955)
- Le leggendarie imprese di Wyatt Earp (The Life and Legend of Wyatt Earp) – serie TV, un episodio (1955)
- Schlitz Playhouse of Stars – serie TV, un episodio (1955)
- General Electric Theater – serie TV, episodio 4x08 (1955)
- Frontier – serie TV, 3 episodi (1955)
- Navy Log – serie TV, episodio 1x11 (1955)
- I racconti del West (Zane Grey Theater) – serie TV, 5 episodi (1956-1959)
- The Forest Ranger, regia di Paul Landres – film TV (1956)
- Chevron Hall of Stars – serie TV, un episodio (1956)
- The Man Called X – serie TV, un episodio (1956)
- The Star and the Story – serie TV, episodio 2x07 (1956)
- Matinee Theatre – serie TV, 2 episodi (1956)
- The Millionaire – serie TV, un episodio (1956)
- Cheyenne – serie TV, un episodio (1956)
- Alfred Hitchcock presenta (Alfred Hitchcock Presents) – serie TV, 2 episodi (1956)
- TV Reader's Digest – serie TV, 5 episodi (1956)
- The George Burns and Gracie Allen Show – serie TV, 2 episodi (1956)
- On Trial – serie TV, un episodio (1956)
- Studio 57 – serie TV, un episodio (1956)
- Avventure in elicottero (Whirlybirds) – serie TV, 2 episodi (1957-1958)
- Trackdown – serie TV, 4 episodi (1957-1958)
- Dr. Hudson's Secret Journal – serie TV, 2 episodi (1957)
- Le avventure di Charlie Chan (The New Adventures of Charlie Chan) – serie TV, un episodio (1957)
- Broken Arrow – serie TV, un episodio (1957)
- West Point – serie TV, un episodio (1957)
- Furia (Fury) – serie TV, un episodio (1957)
- Sheriff of Cochise – serie TV, un episodio (1957)
- Code 3 – serie TV, 2 episodi (1957)
- The Web – serie TV, un episodio (1957)
- How to Marry a Millionaire – serie TV, 3 episodi (1957)
- Tombstone Territory – serie TV, un episodio (1957)
- The Gray Ghost – serie TV, episodio 1x10 (1957)
- Ricercato vivo o morto (Wanted: Dead or Alive) – serie TV, episodi 1x01-1x17-2x12 (1958-1959)
- Perry Mason – serie TV, 8 episodi (1958-1966)
- Disneyland – serie TV, 4 episodi (1958-1970)
- Official Detective – serie TV, un episodio (1958)
- The Court of Last Resort – serie TV, episodio 1x24 (1958)
- State Trooper – serie TV, un episodio (1958)
- Target – serie TV, episodio 1x11 (1958)
- Studio One – serie TV, un episodio (1958)
- The Restless Gun – serie TV, episodio 2x12 (1958)
- Black Saddle – serie TV, 2 episodi (1959-1960)
- Goodyear Theatre – serie TV, 2 episodi (1959-1960)
- The Rifleman – serie TV, 8 episodi (1959-1961)
- Carovane verso il west (Wagon Train) – serie TV, 3 episodi (1959-1965)
- Pony Express – serie TV, episodio 1x05 (1959)
- Steve Canyon – serie TV, un episodio (1959)
- Playhouse 90 – serie TV, un episodio (1959)
- L'uomo ombra (The Thin Man) – serie TV, episodio 2x24 (1959)
- The Rough Riders – serie TV, episodio 1x28 (1959)
- Man Without a Gun – serie TV, un episodio (1959)
- Troubleshooters – serie TV, un episodio (1959)
- Tightrope – serie TV, episodio 1x06 (1959)
- Bat Masterson – serie TV, un episodio (1959)
- Lo sceriffo indiano (Law of the Plainsman) – serie TV, episodio 1x04 (1959)
- Richard Diamond (Richard Diamond, Private Detective) – serie TV, un episodio (1959)
- Wichita Town – serie TV, episodio 1x12 (1959)
- Death Valley Days – serie TV, 2 episodi (1960-1961)
- Laramie – serie TV, 3 episodi (1960-1962)
- Unsolved – film TV (1960)
- Rescue 8 – serie TV, episodio 2x27 (1960)
- Johnny Ringo – serie TV, un episodio (1960)
- The Many Loves of Dobie Gillis – serie TV, 2 episodi (1960)
- June Allyson Show (The DuPont Show with June Allyson) – serie TV, episodio 2x03 (1960)
- Shirley Temple's Storybook – serie TV, un episodio (1960)
- La valle dell'oro (Klondike) – serie TV, episodio 1x05 (1960)
- Tales of Wells Fargo – serie TV, un episodio (1960)
- Two Faces West – serie TV, un episodio (1960)
- I detectives (The Detectives) – serie TV, 4 episodi (1961-1962)
- Scacco matto (Checkmate) – serie TV, 2 episodi (1961-1962)
- Lawman – serie TV, 2 episodi (1961-1962)
- Gli intoccabili (The Untouchables) – serie TV, 3 episodi (1961-1963)
- Gli uomini della prateria (Rawhide) – serie TV, 3 episodi (1961-1964)
- The Andy Griffith Show – serie TV, 4 episodi (1961-1965)
- Bonanza – serie TV, 8 episodi (1961-1971)
- Shotgun Slade – serie TV, un episodio (1961)
- The Jack Benny Program – serie TV, un episodio (1961)
- The Asphalt Jungle – serie TV, un episodio (1961)
- Carovana (Stagecoach West) – serie TV, episodi 1x17-1x32 (1961)
- The Aquanauts – serie TV, 2 episodi (1961)
- Avventure in paradiso (Adventures in Paradise) – serie TV, episodio 2x32 (1961)
- Hawaiian Eye – serie TV, episodio 3x05 (1961)
- Lotta senza quartiere (Cain's Hundred) – serie TV, un episodio (1961)
- Il dottor Kildare (Dr. Kildare) – serie TV, un episodio (1961)
- Bus Stop – serie TV, episodio 1x10 (1961)
- Ichabod and Me – serie TV, un episodio (1961)
- Ai confini della realtà (The Twilight Zone) – serie TV, 2 episodi (1962-1963)
- The Dick Van Dyke Show – serie TV, 4 episodi (1962-1965)
- Have Gun - Will Travel – serie TV, episodio 5x18 (1962)
- Surfside 6 – serie TV, episodio 2x20 (1962)
- Follow the Sun – serie TV, episodio 1x25 (1962)
- Alcoa Premiere – serie TV, un episodio (1962)
- The Dick Powell Show – serie TV, episodio 2x10 (1962)
- Undicesima ora (The Eleventh Hour) – serie TV, un episodio (1962)
- Saints and Sinners – serie TV, un episodio (1962)
- Il fuggiasco (The Fugitive) – serie TV, 6 episodi (1963-1967)
- Empire – serie TV, un episodio (1963)
- Stoney Burke – serie TV, un episodio (1963)
- I'm Dickens, He's Fenster – serie TV, un episodio (1963)
- The Crisis (Kraft Suspense Theatre) – serie TV, un episodio (1963)
- La legge del Far West (Temple Houston) – serie TV, episodio 1x06 (1963)
- The Greatest Show on Earth – serie TV, episodio 1x13 (1963)
- Duncan Be Careful – film TV (1964)
- Grindl – serie TV, un episodio (1964)
- Destry – serie TV, un episodio (1964)
- Sotto accusa (Arrest and Trial) – serie TV, episodio 1x23 (1964)
- Gli inafferrabili (The Rogues) – serie TV, episodio 1x01 (1964)
- The Outer Limits – serie TV, 2 episodi (1964)
- Hank – serie TV, 12 episodi (1965-1966)
- Il virginiano (The Virginian) – serie TV, 2 episodi (1965-1967)
- Gomer Pyle: USMC – serie TV, 2 episodi (1965-1967)
- Wendy and Me – serie TV, un episodio (1965)
- The Bill Dana Show – serie TV, un episodio (1965)
- The Cara Williams Show – serie TV, un episodio (1965)
- Peyton Place – serie TV, 2 episodi (1965)
- Profiles in Courage – serie TV, 2 episodi (1965)
- F.B.I. (The F.B.I.) – serie TV, 10 episodi (1966-1973)
- Laredo – serie TV, un episodio (1966)
- Mannix – serie TV, 3 episodi (1967-1969)
- Gli invasori (The Invaders) – serie TV, 2 episodi (1967)
- Rango – serie TV, episodio 1x04 (1967)
- I sentieri del west (The Road West) – serie TV, episodio 1x29 (1967)
- Cimarron Strip – serie TV, un episodio (1967)
- La grande vallata (The Big Valley) – serie TV, un episodio (1967)
- Al banco della difesa (Judd for the Defense) – serie TV, 3 episodi (1968-1969)
- La signora e il fantasma (The Ghost & Mrs. Muir) – serie TV, 6 episodi (1968-1969)
- The Second Hundred Years – serie TV, un episodio (1968)
- Petticoat Junction – serie TV, un episodio (1968)
- Selvaggio west (The Wild Wild West) – serie TV, 2 episodi (1968)
- Ironside – serie TV, 3 episodi (1969-1973)
- La famiglia Brady (The Brady Bunch) – serie TV, un episodio (1969)
- Lancer – serie TV, episodio 2x03 (1969)
- Bracken's World – serie TV, un episodio (1970)
- Reporter alla ribalta (The Name of the Game) – serie TV, un episodio (1970)
- Two Boys – film TV (1970)
- The Boy Who Stole the Elephant – film TV (1970)
- Los Angeles: ospedale nord (The Interns) – serie TV, un episodio (1970)
- Giovani avvocati (The Young Lawyers) – serie TV, episodio 1x14 (1970)
- I nuovi medici (The Bold Ones: The New Doctors) – serie TV, un episodio (1971)
- O'Hara, U.S. Treasury – serie TV, un episodio (1971)
- A tutte le auto della polizia (The Rookies) – serie TV, 2 episodi (1972-1973)
- Un vero sceriffo (Nichols) – serie TV, un episodio (1972)
- Mod Squad, i ragazzi di Greer (The Mod Squad) – serie TV, un episodio (1972)
- Cannon – serie TV, 2 episodi (1973-1975)
- Ghost Story – serie TV, un episodio (1973)
- Winesburg, Ohio – film TV (1973)
- Barnaby Jones – serie TV, un episodio (1973)
- Adam-12 – serie TV, un episodio (1973)
- La casa nella prateria (Little House on the Prairie) – serie TV, 76 episodi (1974-1983)
- Arriva l'elicottero (Chopper One) – serie TV, un episodio (1974)
- Chase – serie TV, un episodio (1974)
- The Greatest Gift – film TV (1974)
- Paper Moon – serie TV, un episodio (1974)
- Il cacciatore (The Manhunter) – serie TV, un episodio (1974)
- Shazam! – serie TV, un episodio (1975)
- Saturday Night Live – serie TV, un episodio (1975)
- Agenzia Rockford (The Rockford Files) – serie TV, un episodio (1976)
- Le strade di San Francisco (The Streets of San Francisco) – serie TV, episodio 5x03 (1976)
- Green Eyes – film TV (1977)
- Squadra emergenza (Emergency!) – serie TV, un episodio (1977)
- L'incredibile Hulk (The Incredible Hulk) – serie TV, episodio 1x04 (1978)
- The Winds of Kitty Hawk – film TV (1978)
- Charlie's Angels – serie TV, episodio 5x08 (1981)
- Ralph supermaxi eroe (The Greatest American Hero) – serie TV, un episodio (1982)
- Matt Houston – serie TV, un episodio (1982)
- Little House: Look Back to Yesterday – film TV (1983)
- Little House: The Last Farewell – film TV (1984)
- Starman – serie TV, un episodio (1986)
- Le notti del lupo (Werewolf) – serie TV, un episodio (1987)
- Babysitter (Charles in Charge) – serie TV, un episodio (1988)
- Bonanza: The Next Generation – film TV (1988)
- First Impressions – serie TV, un episodio (1988)
- Pappa e ciccia (Roseanne) – serie TV, un episodio (1989)
- Ann Jillian – serie TV, un episodio (1989)
- L'ispettore Tibbs (In the Heat of the Night) – serie TV, 2 episodi (1990-1991)
- The Bradys – serie TV, un episodio (1990)
- Avvocati a Los Angeles (L.A. Law) – serie TV, un episodio (1991)
- Il cane di papà (Empty Nest) – serie TV, un episodio (1991)
- La famiglia Brock (Picket Fences) – serie TV, 20 episodi (1992-1996)
- The Secret of Lost Creek – serie TV (1992)
- Rebel Highway – serie TV, un episodio (1994)
- George & Leo – serie TV, un episodio (1997)
- Ally McBeal – serie TV, un episodio (1998)
- Spin City – serie TV, un episodio (2000)
- Maybe It's Me – serie TV, 14 episodi (2001-2002)
- Detective in corsia (Diagnosis Murder) – serie TV, 2 episodi (2001)
- In tribunale con Lynn (Family Law) – serie TV, un episodio (2001)
- Lizzie McGuire – serie TV, episodio 2x30 (2003)

## Doppiatori italiani
Nelle versioni in italiano delle opere in cui ha recitato, Dabbs Greer è stato doppiato da:
- Bruno Persa ne I rivoltosi di Boston, L'impareggiabile Godfrey, Il mostro dell'astronave
- Gualtiero De Angelis ne La maschera di cera
- Gino Baghetti in Rose Marie
- Roberto Gicca in Orgoglio di razza
- Gianfranco Bellini in Operazione Normandia
- Nino Pavese in Non voglio morire
- Stefano Sibaldi in Non stuzzicate i cowboys che dormono
- Gino Donato ne La casa nella prateria (st. 1, ep. 2x04, 2x07, 2x11)
- Gigi Reder ne La casa nella prateria (st. 1-2, ep. 3x01, 3x04, 3x09)
- Manlio Guardabassi ne La casa nella prateria (ep. 2x21, 3x08)
- Silvano Tranquilli ne La casa nella prateria (ep. 3x15)
- Giancarlo Padoan ne La casa nella prateria  (ep. 3x16, st. 4, 7-8)
- Rino Bolognesi ne La casa nella prateria (st. 9)
- Adolfo Geri in Charlie's Angels
- Giorgio Piazza ne Il miglio verde
- Renato Mori in Congiunzione di due lune
- Renato Cortesi ne Il bambino che rubò un elefante